# Crassula biplanata
Crassula biplanata (лат.) — вид суккулентных растений рода Толстянка (Crassula) семейства Толстянковые (Crassulaceae), естественно произрастающий на территории Капской провинции Южно-Африканской Республики.

## Ботаническое описание
Многолетний кустарник с прямостоячими или полегающими ветвями высотой 0,15-0,2(-0,3) м, характеризуются слабодеревянистыми или мясистыми ветвями, часто покрытыми короткими сосочками на междоузлиях. Редко наблюдается отслаивание коры на старых стеблях, а старые листья обычно опадают. Листья имеют ланцетную форму размерами 8-15 х 1-2(-3) мм, могут быть шиловидными и более или менее сжатыми дорзивентрально до круглых. Они окрашены в темно-зеленый цвет, нередко покрыты густым налетом.
Соцветие представляет собой дихазий с плоской вершиной, где цветки на цветоножке располагаются от нескольких до многих, густо собранных в соцветия. Длина цветоноса составляет 50-150 мм. Чашечка заостренная, мясистая, окрашена в зеленый цвет. Венчик трубчатый, едва сросшийся, белого или кремового цвета; лопасти продолговато-эллиптические, 4-5 мм длиной, острые, со спинным валиком, загнутые назад. Время цветения — февраль-апрель.

## Экология
В неблагоприятных средах ветви со временем становятся горизонтальными. В таких условиях цветоносы редки и, в крайних случаях, трудно их выделить. В восточных регионах распространения стебли часто тонкие и имеют древесные, в то время как к западу от Оудсхорна они обычно мясистые.

## Таксономия
Crassula biplanata Haw., первое упоминание в Philos. Mag. J. 66: 186 (1824).

### Синонимы
- Crassula kuhnii Schönland
- Crassula punctulata Schönland & Baker f.
- Creusa biplanata (Haw.) P.V.Heath
- Creusa biplanata var. punctulata (Schönland & Baker f.) P.V.Heath
- Crassula fruticulosa sensu Harv., non L.